# Bhangar Raghunathpur
Bhangar Raghunathpur é uma vila in South 24 Parganas district , no estado indiano de Bengala Ocidental.

## Demografia
Segundo o censo de 2001, Bhangar Raghunathpur tinha uma população de 5009 habitantes. Os indivíduos do sexo masculino constituem 51% da população e os do sexo feminino 49%. Bhangar Raghunathpur tem uma taxa de literacia de 59%, inferior à média nacional de 59,5%; a literacia no sexo masculino é de 65% e no sexo feminino é de 53%. 16% da população está abaixo dos 6 anos de idade.